# U.S. Men's Clay Court Championships 2023
U.S. Men's Clay Court Championships 2023 (còn được biết đến với Fayez Sarofim & Co. U.S. Men's Clay Court Championships vì lý do tài trợ) là một giải quần vợt thi đấu trên mặt sân đất nện ngoài trời.
Đây là lần thứ 53 giải U.S. Men's Clay Court Championships được tổ chức, và là một phần của ATP Tour 250 trong ATP Tour 2023. Giải đấu diễn ra tại River Oaks Country Club ở Houston, Texas, Hoa Kỳ từ ngày 3 đến ngày 9 tháng 4 năm 2023.

## Điểm và tiền thưởng

### Phân phối điểm
| Sự kiện | VĐ  | CK  | BK | TK | Vòng 1/16 | Vòng 1/32 | Q  | Q2 | Q1 |
| Đơn     | 250 | 150 | 90 | 45 | 20        | 0         | 12 | 6  | 0  |
| Đôi     | 250 | 150 | 90 | 45 | 0         | —         | —  | —  | —  |

### Tiền thưởng
| Sự kiện | VĐ      | CK      | BK      | TK      | Vòng 1/16 | Vòng 1/32 | Vòng 1/64 | Q2     | Q1     |
| Đơn     | $97,760 | $57,025 | $33,525 | $19,425 | $11,280   | $6,895    | —         | $3,445 | $1,880 |
| Đôi*    | $33,960 | $18,170 | $10,660 | $5,950  | $3,510    | —         | —         | —      | —      |

*mỗi đội

## Nội dung đơn

### Hạt giống
| Quốc gia | Tay vợt                 | Xếp hạng1 | Hạt giống |
| -------- | ----------------------- | --------- | --------- |
| USA      | Frances Tiafoe          | 14        | 1         |
| USA      | Tommy Paul              | 19        | 2         |
| USA      | Brandon Nakashima       | 45        | 3         |
| USA      | John Isner              | 46        | 4         |
| USA      | J. J. Wolf              | 50        | 5         |
| AUS      | Jason Kubler            | 70        | 6         |
| USA      | Marcos Giron            | 71        | 7         |
| ARG      | Tomás Martín Etcheverry | 73        | 8         |

- Bảng xếp hạng vào ngày 20 tháng 3 năm 2023.[3]

### Vận động viên khác
Đặc cách:
- Steve Johnson
- Jack Sock
- Fernando Verdasco

Vượt qua vòng loại:
- Yannick Hanfmann
- Tomáš Macháč
- Aleksandar Vukic
- Yosuke Watanuki

Thua cuộc may mắn:
- Zizou Bergs

### Rút lui
- Filip Krajinović → thay thế bởi  Gijs Brouwer
- Adrian Mannarino → thay thế bởi  Aleksandar Kovacevic
- Brandon Nakashima → thay thế bởi  Zizou Bergs
- Wu Yibing → thay thế bởi  Daniel Altmaier

## Nội dung đôi

### Hạt giống
| Quốc gia | Tay vợt           | Quốc gia | Tay vợt         | Xếp hạng1 | Hạt giống |
| -------- | ----------------- | -------- | --------------- | --------- | --------- |
| AUS      | Rinky Hijikata    | AUS      | Jason Kubler    | 69        | 1         |
| USA      | Nathaniel Lammons | USA      | Jackson Withrow | 83        | 2         |
| GBR      | Julian Cash       | GBR      | Henry Patten    | 122       | 3         |
| SWE      | André Göransson   | JPN      | Ben McLachlan   | 125       | 4         |

- Bảng xếp hạng vào ngày 20 tháng 3 năm 2023

### Vận động viên khác
Đặc cách:
- William Blumberg /  Christian Harrison
- Hunter Reese /  Reese Stalder

### Rút lui
- Cristian Garín /  Emilio Gómez → thay thế bởi  Hugo Dellien /  Emilio Gómez

## Nhà vô địch

### Đơn
- Frances Tiafoe đánh bại  Tomás Martín Etcheverry, 7–6(7–1), 7–6(8–6)

### Đôi
- Max Purcell /  Jordan Thompson đánh bại  Julian Cash /  Henry Patten, 4–6, 6–4, [10–5]